# 대한민국의 아이돌 그룹 목록 (2020년대)
다음은 2020년대에 데뷔한 대한민국의 아이돌 그룹 목록이다.

## 목록
- 비오브유
- 다크비
- 유엔브이에스
- 엠씨엔디
- 티오원
- 크래비티
- 한결&도현
- 엘라스트
- 트레저
- 고스트나인
- 위아이
- 드리핀
- P1Harmony
- 비에이이일칠삼
- 엔하이픈
- 티에프엔
- The KingDom
- 픽시
- 와우
- 싸이퍼
- 퍼플키스
- 미래소년
- 엔티엑스
- 위아더원
- 핫이슈
- 블리처스
- 미니마니
- 이펙스
- 이세계아이돌
- 라잇썸
- 엠에스지 워너비
- 고막소년단
- 오메가엑스
- 저스트비
- 스카이리
- 하이엘
- 쏠리아
- 파시걸스
- 아이칠린
- 빅오션
- 루미너스
- 뷰티박스
- 니크
- 버가부
- 빌리
- 릴리릴리
- 아이브
- 엑스디너리 히어로즈
- 케플러
- 싹쓰리
- 트렌드지
- 인터파크 뮤직 플러스
- 하이키
- 비비지
- 제이위버
- 엔믹스
- 템페스트
- 나인아이
- 아일리원
- YOUNITE
- 르세라핌
- 클라씨
- 블랭키
- 라필루스
- 소녀세상
- 아이리스
- 더블유에스지 워너비
- 뉴진스
- 에이티비오
- 첫사랑
- 미미로즈
- 디그니티
- 라임라잇
- 퀸즈아이
- 트리플에스 AAA
- 에이머스
- 피프티 피프티
- 프림로즈
- 메이브
- 비엑스비
- 트리플에스
- 플레이브
- 싸이커스
- 에이디야
- 보이넥스트도어
- 루네이트
- 하이파이유니콘
- 키스 오브 라이프
- 제로베이스원
- 세븐어스
- 브브걸
- 엔싸인
- RIIZE
- BABYMONSTER
- 시그니처
- 우아!
- 시크릿넘버
- 레드스퀘어
- 위클리
- 루나솔라
- 블랙스완
- 에스파
- 스테이씨
- 트라이비
- ARrC
- 재쓰비
- 폴라릭스
- 클로즈 유어 아이즈
- 판타지보이즈
- 올데이 프로젝트
- 앤팀